# أغا بابا فرامرزي
أغا بابا فرامرزي هي قرية في مقاطعة ورزقان، إيران. عدد سكان هذه القرية هو 221 في سنة 2006.